# Universidades e instituições superiores desaparecidas de Portugal
A seguinte é uma lista das instituições de ensino superior cujo funcionamento cessou.
Nos termos da lei, a cessação de funcionamento pode ocorrer:
- De forma voluntária: por decisão da própria entidade proprietária, a entidade instituidora[1];
- De forma compulsiva: por decisão do Governo, perante o incumprimento, pela entidade proprietária, dos pressupostos que tinham fundamentado o reconhecimento do estabelecimento de ensino[2].

| Instituição                                                                                     | Localização            | Fundação | Encerramento | Observações |
| ----------------------------------------------------------------------------------------------- | ---------------------- | -------- | ------------ | --- |
| ISLA - Instituto Superior de Gestão e Administração de Leiria                                   | Leiria                 | 1990     | 2020         | Encerramento compulsivo: Despacho n.º 10301/2020 (2.ª série), de 26 de outubro                                                                                 |
| Instituto Superior de Paços de Brandão                                                          | Santa Maria da Feira   | 1990     | 2020         | Encerramento voluntário: Aviso n.º 7101/2020 (2.ª série), de 28 de abril                                                                                       |
| Instituto Superior Politécnico do Oeste                                                         | Torres Vedras          | 2005     | 2019         | Encerramento voluntário: Aviso n.º 13643/2019 (2.ª série), de 2 de setembro                                                                                    |
| Escola Superior de Educação Jean Piaget de Arcozelo                                             | Vila Nova de Gaia      |          | 2019         | Encerramento voluntário: Aviso n.º 13641/2019 (2.ª série), de 2 de setembro                                                                                    |
| Escola Superior de Educação Jean Piaget de Arcozelo (Viseu)                                     | Viseu                  |          | 2019         | Encerramento voluntário: Aviso n.º 13641/2019 (2.ª série), de 2 de setembro                                                                                    |
| Instituto Superior de Novas Profissões                                                          | Lisboa                 | 2007     | 2019         | Encerramento compulsivo: Despacho n.º 8723/2019 (2.ª série), de 2 de outubro                                                                                   |
| Escola Superior de Educação Almeida Garrett                                                     | Lisboa                 | 1993     | 2019         | Encerramento compulsivo: Despacho n.º 8437/2019 (2.ª série), de 24 de setembro                                                                                 |
| Instituto Superior de Comunicação Empresarial                                                   | Lisboa                 | 2013     | 2019         | Encerramento compulsivo: Despacho n.º 7515-B/2019 (2.ª série), de 22 de agosto                                                                                 |
| Escola Superior de Tecnologias e Artes de Lisboa                                                | Lisboa                 | 1990     | 2019         | Encerramento compulsivo: Despacho n.º 7111/2019 (2.ª série), de 9 de agosto                                                                                    |
| Instituto Superior de Gestão Bancária                                                           | Lisboa                 | 1991     | 2019         | Encerramento voluntário: Aviso n.º 4460/2019 (2.ª série), de 18 de março                                                                                       |
| Escola Superior de Artes Decorativas                                                            | Lisboa                 |          | 2018         | Encerramento voluntário: Aviso n.º 14910/2018 (2.ª série), de 17 de outubro                                                                                    |
| Escola Superior de Educação Jean Piaget do Nordeste                                             | Macedo de Cavaleiros   |          | 2017         | Encerramento voluntário: Aviso n.º 3199/2017 (2.ª série), de 28 de março                                                                                       |
| Instituto Superior Autónomo de Estudos Politécnicos                                             | Lisboa                 | 1990     | 2017         | Encerramento voluntário: Aviso n.º 3194/2017 (2.ª série), de 28 de março                                                                                       |
| Instituto Português de Estudos Superiores                                                       | Lisboa                 |          | 2017         | Encerramento voluntário: Aviso n.º 3194/2017 (2.ª série), de 28 de março                                                                                       |
| Escola Universitária das Artes de Coimbra                                                       | Coimbra                | 1989     | 2016         | Encerramento compulsivo: Despacho n.º 14278/2016 (2.ª série), de 28 de novembro                                                                                |
| Escola Superior de Saúde Jean Piaget/ Nordeste                                                  | Macedo de Cavaleiros   | 1993     | 2016         | Encerramento voluntário: Aviso n.º 2386/2016 (2.ª série), de 25 de fevereiro                                                                                   |
| Instituto Superior Autónomo de Estudos Politécnicos                                             | Lisboa                 | 1990     | 2016         | Encerramento voluntário: Aviso n.º 2387/2016 (2.ª série), de 25 de fevereiro                                                                                   |
| Instituto Superior D. Afonso III                                                                | Loulé                  | 1997     | 2016         | Encerramento compulsivo: Aviso n.º 912/2016, de 27 de janeiro, retificado pela declaração de retificação n.º 138/2016, de 12 de fevereiro. Aviso n.º 6559/2017 |
| Escola Superior de Educação de Torres Novas                                                     | Torres Novas           | 1985     | 2015         | Encerramento voluntário nos termos da Concordata com a Santa Sé: Aviso n.º 7069/2015 (2.ª série), de 25 de junho                                               |
| Instituto Superior Bissaya Barreto                                                              | Coimbra                | 1937     | 2015         | Encerramento voluntário: Aviso n.º 2083/2015 (2.ª série) de 25 de fevereiro                                                                                    |
| Instituto Superior de Educação e Trabalho                                                       | Porto                  | 1991     | 2015         | Encerramento voluntário: Aviso n.º 2519/2015 (2.ª série), de 9 de março                                                                                        |
| Instituto Superior de Espinho                                                                   | Espinho                | 1999     | 2015         | Encerramento voluntário: Aviso n.º 11611/2015 (2.ª série), de 12 de outubro                                                                                    |
| Instituto Superior de Estudos Interculturais e Transdisciplinares de Mirandela                  | Mirandela              | 1997     | 2014         | Encerramento voluntário: Aviso n.º 7211/2014 (2.ª série), de 18 de junho                                                                                       |
| Instituto Superior de Línguas e Administração de Bragança                                       | Bragança               | 1989     | 2014         | Encerramento voluntário: Aviso n.º 7210/2014 (2.ª série), de 18 de junho                                                                                       |
| Instituto Superior de Informática e Gestão                                                      | Lisboa                 | 1983     | 2010         | Encerramento voluntário: Despacho n.º 15048/2010 (2.ª série), de 22 de setembro                                                                                |
| Instituto Superior de Administração, Comunicação e Empresa                                      | Guarda                 | 1990     | 2009         | Encerramento compulsivo: Despacho n.º 4476/2009 (2.ª série), de 5 de fevereiro                                                                                 |
| Instituto Superior Politécnico Internacional                                                    |                        |          | 2009         | Encerramento compulsivo: Despacho n.º 12557/2009 (2.ª série), de 27 de maio                                                                                    |
| Universidade Internacional                                                                      | Lisboa                 |          | 2009         | Encerramento compulsivo: Despacho n.º 12557/2009 (2.ª série), de 27 de maio                                                                                    |
| Universidade Internacional da Figueira da Foz                                                   | Figueira da Foz        |          | 2009         | Encerramento compulsivo: Despacho n.º 12557/2009 (2.ª série), de 27 de maio                                                                                    |
| Universidade Moderna de Lisboa                                                                  | Lisboa                 | 1994     | 2008         | Encerramento compulsivo: Despacho n.º 25846/2008 (2.ª série), de 15 de outubro                                                                                 |
| Universidade Moderna - Dinensino Beja                                                           | Beja                   |          | 2008         | Encerramento compulsivo: Despacho n.º 25846/2008 (2.ª série), de 15 de outubro                                                                                 |
| Universidade Moderna - Dinensino Setúbal                                                        | Setúbal                |          | 2008         | Encerramento compulsivo: Despacho n.º 25846/2008 (2.ª série), de 15 de outubro                                                                                 |
| Universidade Independente                                                                       | Lisboa                 | 1993     | 2007         | Encerramento compulsivo: Despacho n.º 20163/2007 (2.ª série), de 4 de setembro                                                                                 |
| Instituto Superior de Transportes e Comunicações                                                | Entroncamento e Lisboa | 1993     | 2005         | Encerramento voluntário: Despacho n.º 16 843/2003 (2.ª série), de 28 de julho                                                                                  |
| Instituto Superior de Matemáticas Modernas (antigo Instituto Superior de Matemáticas Aplicadas) | Lisboa                 | 1986     | 2002         | Encerramento voluntário: Despacho n.º 6844/2002 (2.ª série), de 7 de março                                                                                     |
| Universidade Livre de Lisboa                                                                    | Lisboa                 |          | 1994         | Cf. o Despacho n.º 94/SEES/86 (2.ª série), de 26 de setembro, e o Despacho n.º 31/SEES/94 (2.ª série), de 26 de agosto                                         |
| Universidade Livre do Porto                                                                     | Porto                  |          | 1994         | Cf. o Despacho n.º 94/SEES/86 (2.ª série), de 26 de setembro, e o Despacho n.º 31/SEES/94 (2.ª série), de 26 de agosto                                         |